# Kenawat
Kenawat is een bestuurslaag in het regentschap Aceh Tengah van de provincie Atjeh, Indonesië. Kenawat telt 969 inwoners (volkstelling 2010).